# スイス医薬品局

スイス医薬品局のロゴ

スイス医薬品局（スイスいやくひんきょく、Swiss Agency for Therapeutic Products、Swissmedic）は、スイスのベルンに存在する医薬品・医療機器監視当局である。 2002年1月1日、Schweizerische Arzneimittelnebenwirkungszentrale（SANZ）の後継者であるInterkantonaleKontrollstellefürHeilmittel（IKS）の後継者として操業を開始した。
スイス医薬品局は、連邦内務省に所属している。

## 体制
スイス医薬品局は、医薬品および医療機器に関する連邦法に基づいて設立された、公法上の連邦機関である。同局は組織、経営ともに独立しており、予算の権限を有している。300人の正社員が在籍している。

## 機能
人間用または動物用の医療製品をスイスで販売するには、スイス医薬品局の承認を必要とする。更に、スイスで実施される全ての臨床試験について、スイス医薬品局に通知する必要がある。
新薬を認可する際、スイス医薬品局は国際的に認められた基準に基づいて決定を下す。製品は、その品質、安全性、有効性が充分に評価され、証明された場合にのみ市場に出すことが出来る。認可の基準が満たされた場合、スイス医薬品局は販売許可を与え、販売方法（処方箋のみ／調剤所）を指定し、医療従事者向けの情報と患者向けの情報を承認する。
承認費用は申請者が負担する。承認は5年後に更新する必要がある。

## 参考資料
1. ↑  “貿易管理制度 | スイス - 欧州 - 国・地域別に見る - ジェトロ”. www.jetro.go.jp. 2021年4月6日閲覧。
2. ↑  Federal Act on Medicinal Products and Medical Devices ()page visited on 10 August 2013.